# Condado de Marathon
O Condado de Marathon é um dos 72 condados do Estado americano do Wisconsin. A sede do condado é Wausau, e sua maior cidade é Wausau. O condado possui uma área de 4 082 km² (dos quais 81 km² estão cobertos por água), uma população de 125 834 habitantes, e uma densidade populacional de 31 hab/km² (segundo o censo nacional de 2000). O condado foi fundado em 1850.